# Młyn-Smolno
Młyn-Smolno – osada wsi Szumiąca w Polsce, położona w województwie lubuskim, w powiecie międzyrzeckim, w gminie Międzyrzecz.
Osada położona jest nad rzeką Paklicą, będącą lewobrzeżnym dopływem Obry. Tereny na których leży Młyn-Smolno, należą do „Doliny Leniwej Obry”, specjalnego obszaru ochrony siedlisk programu Natura 2000. W granicach osady zlokalizowany jest również obszar chronionego krajobrazu „Rynna Paklicy i Ołoboku”, który chroni ekosystem nad rzeką.
W latach 1975–1998 osada należała administracyjnie do województwa gorzowskiego.